# NGC 6073
NGC 6073 је спирална галаксија у сазвежђу Херкул која се налази на NGC листи објеката дубоког неба.
Деклинација објекта је + 16° 42' 0" а ректасцензија 16h 10m 10,9s. Привидна величина (магнитуда) објекта NGC 6073 износи 13,6 а фотографска магнитуда 14,3. Налази се на удаљености од 60,742 милиона парсека од Сунца. NGC 6073 је још познат и под ознакама UGC 10235, MCG 3-41-139, CGCG 108-160, IRAS 16078+1649, PGC 57353.